# Dagmar Ziebert
Dagmar Ziebert (* 1941/1942) ist eine ehemalige deutsche Handballspielerin.

## Werdegang
Ziebert spielte in der Deutschen Demokratischen Republik für Empor Rostock, später lebte sie in der Bundesrepublik Deutschland und war Mitglied des Hamburger Vereins Union 03 Altona. 1968 und 1972 wurde sie mit Union deutsche Meisterin sowie 1969 Meisterschaftszweite. In der Saison 1972/73 trat sie mit Union im Europapokal an.
Ziebert gehörte zum Aufgebot der BRD bei der Weltmeisterschaft 1971 in den Niederlanden.